# Shang Juncheng
Shang Juncheng (* 2. Februar 2005 in Peking) ist ein chinesischer Tennisspieler.

## Persönliches
Shang ist Sohn zweier Profisportler. Sein Vater Shang Yi ist ehemaliger Fußballer, seine Mutter Wu Na ist eine ehemalige Tischtennisspielerin.
Er trainiert an der prestigeträchtigen IMG Academy in Bradenton, Florida.

## Karriere
Shang ist ein erfolgreicher Juniorspieler auf der ITF Junior Tour. Sein erstes Grand-Slam-Turnier der Junioren spielte er im Juni 2021 in Roland Garros, als er das Viertelfinale erreichte. Im selben Jahr zog er ins Halbfinale von Wimbledon ein und verlor erst im Finale der US Open gegen den Spanier Daniel Rincón. Im Juli 2021 erreichte er die Spitze der Juniorenweltrangliste.
Sein erstes Profimatch spielte er bei der Qualifikation der Miami Open. Dort verlor er nur knapp gegen Liam Broady. Er konnte 2021 bereits drei Turniere auf der ITF Future Tour gewinnen; 2022 folgte ein weiterer Titel. Neben einem Einsatz auf der ATP Challenger Tour in Puerto Vallarta (2. Runde), kam er im Februar 2022 in Rio dank einer Wildcard zu seinem ersten Einsatz im Hauptfeld der ATP Tour. Dort unterlag er in der ersten Runde Pedro Martínez in zwei Sätzen. Anfang März stand er mit Rang 543 der Tennisweltrangliste auf seinem Karrierehoch.

## Erfolge
| Legende (Anzahl der Siege)            |
| Grand Slam                            |
| ATP Finals Next Generation ATP Finals |
| ATP Tour Masters 1000                 |
| ATP Tour 500                          |
| ATP Tour 250 (1)                      |
| ATP Challenger Tour (1)               |

| ATP-Titel nach Belag |
| Hartplatz (1)        |
| Sand (0)             |
| Rasen (0)            |

### Einzel

#### Turniersiege

##### ATP World Tour
| Nr. | Datum              | Turnier | Belag     | Finalgegner     | Ergebnis  |
| --- | ------------------ | ------- | --------- | --------------- | --------- |
| 1.  | 24. September 2024 | Chengdu | Hartplatz | Lorenzo Musetti | 7:64, 6:1 |

##### ATP Challenger Tour
| Nr. | Datum          | Turnier   | Belag     | Finalgegner  | Ergebnis |
| --- | -------------- | --------- | --------- | ------------ | -------- |
| 1.  | 7. August 2022 | Lexington | Hartplatz | Emilio Gómez | 6:4, 6:4 |

## Abschneiden bei Grand-Slam-Turnieren

### Herreneinzel
| Turnier         | 2023 | 2024 | 2025 | Karriere |
| --------------- | ---- | ---- | ---- | -------- |
| Australian Open | 2    | 3    | 1    | 3        |
| French Open     | 1    | Q1   |      | 1        |
| Wimbledon       | Q1   | 2    |      | 2        |
| US Open         | Q3   | 3    |      | 3        |

Zeichenerklärung: S = Turniersieg; F, HF, VF, AF = Einzug ins Finale / Halbfinale / Viertelfinale / Achtelfinale; 1, 2, 3 = Ausscheiden in der 1. / 2. / 3. Hauptrunde; Q1, Q2, Q3 = Ausscheiden in der 1. / 2. / 3. Qualifikationsrunde; nicht ausgetragen

### Junioreneinzel
| Turnier         | 2021 | Karriere |
| --------------- | ---- | -------- |
| Australian Open |      | —        |
| French Open     | VF   | VF       |
| Wimbledon       | HF   | HF       |
| US Open         | F    | F        |

### Juniorendoppel
| Turnier         | 2021 | Karriere |
| --------------- | ---- | -------- |
| Australian Open |      | —        |
| French Open     | AF   | AF       |
| Wimbledon       | AF   | AF       |
| US Open         | 1    | 1        |